# 다카라즈카 가극단 107기생
다카라즈카 가극단 107기생은 2019년 4월에 다카라즈카 음악학교에 입학, 2021년 3월에 다카라즈카 가극단에 입단한 39명을 가리킨다.

## 개요
2019년 음악학교 입학시험을 본 사람은 915명, 합격자 40명, 경쟁률 22.9:1 이었다.
초무대 연목은 마카제 스즈호 · 준 하나 톱콤비 오히로메 소라구미 공연 「셜록 홈즈 - The Game Is Afoot! -」「Délicieux! - 감미로운 파리」 (2021년 6월 25일 - 8월 2일)이다.
매년 새로이 가극단에 입단하는 단원은 봄에 열리는 대극장 공연에서 초무대를 하지만, 신형 코로나 바이러스 감염 방지 대책때문에, 2달 늦게 초무대를 밟았다.
2021년 8월 3일 자로 조배속이 이루어졌다.
| 신인공연        |
| --------------- |
| 나나이로 하즈키 |
| 아이하 히요리   |

## 주요 학생

### 현역
- 나나이로 하즈키 : 하나구미 여역
- 아이하 히요리 : 호시구미 여역

## 일람
| 예명            | 생일      | 출신지                  | 출신 학교                     | 신장 (cm) | 애칭                     | 역할 | 퇴단년도 | 비고                                |
| --------------- | --------- | ----------------------- | ----------------------------- | --------- | ------------------------ | ---- | -------- | ----------------------------------- |
| 白綺華          | 6월 6일   | 도쿄도 미나토구         | 토요에이와죠가쿠인 고등부     | 162cm     | 하나, 아미탄             | 여역 |          |                                     |
| 시라키 하나     | 6월 6일   | 도쿄도 미나토구         | 토요에이와죠가쿠인 고등부     | 162cm     | 하나, 아미탄             | 여역 |          |                                     |
| 七彩はずき      | 7월 1일   | 효고현 다카라즈카시     | 시립야마테다이중학            | 162cm     | 사-야, 몬짱              | 여역 |          |                                     |
| 나나이로 하즈키 | 7월 1일   | 효고현 다카라즈카시     | 시립야마테다이중학            | 162cm     | 사-야, 몬짱              | 여역 |          |                                     |
| 碧羽陽          | 9월 17일  | 야마가타현 야마가타시   | 토카이대학 야마가타고교       | 165cm     | 하루                     | 여역 |          |                                     |
| 아오하네 요우   | 9월 17일  | 야마가타현 야마가타시   | 토카이대학 야마가타고교       | 165cm     | 하루                     | 여역 |          |                                     |
| 瑞季せれな      | 10월 1일  | 미야기현 센다이시       | 센다이시라유리가쿠엔고교      | 164cm     | 아즈, 세레-나            | 여역 |          |                                     |
| 미즈키 세레나   | 10월 1일  | 미야기현 센다이시       | 센다이시라유리가쿠엔고교      | 164cm     | 아즈, 세레-나            | 여역 |          |                                     |
| 澪花えりさ      | 5월 20일  | 카나가와현 요코하마시   | 요코하마죠가쿠인고교          | 163cm     | 챠코, 치이, 에리사       | 여역 |          |                                     |
| 미오카 에리사   | 5월 20일  | 카나가와현 요코하마시   | 요코하마죠가쿠인고교          | 163cm     | 챠코, 치이, 에리사       | 여역 |          |                                     |
| 静乃めぐみ      | 8월 5일   | 아이치현 나고야시       | 세이레이고교                  | 162cm     | 삿치-, 오시즈            | 여역 | 2023년   |                                     |
| 시즈노 메구미   | 8월 5일   | 아이치현 나고야시       | 세이레이고교                  | 162cm     | 삿치-, 오시즈            | 여역 | 2023년   |                                     |
| 一輝翔琉        | 12월 17일 | 도쿄도 세타가야구       | 도립코마에고교                | 171cm     | 와카, 카케루             | 남역 | 2025년   |                                     |
| 이치키 카케루   | 12월 17일 | 도쿄도 세타가야구       | 도립코마에고교                | 171cm     | 와카, 카케루             | 남역 | 2025년   |                                     |
| 絢月晴斗        | 12월 17일 | 사이타마현 치치부시     | 도립치치부고교                | 170cm     | 네네                     | 남역 |          |                                     |
| 아야즈키 하루토 | 12월 17일 | 사이타마현 치치부시     | 도립치치부고교                | 170cm     | 네네                     | 남역 |          |                                     |
| 和波煌          | 12월 5일  | 카나가와현 요코하마시   | 요코하마소에이고교            | 170cm     | 낫츄                     | 남역 |          | 언니 아오하 레이야 (104)            |
| 카즈하 코우     | 12월 5일  | 카나가와현 요코하마시   | 요코하마소에이고교            | 170cm     | 낫츄                     | 남역 |          | 언니 아오하 레이야 (104)            |
| 美玲ひな        | 11월 21일 | 후쿠오카현 후쿠오카시   | 세이난가쿠인고교              | 161cm     | 레-레, 피나코            | 여역 |          |                                     |
| 미레이 히나     | 11월 21일 | 후쿠오카현 후쿠오카시   | 세이난가쿠인고교              | 161cm     | 레-레, 피나코            | 여역 |          |                                     |
| 希蘭るね        | 9월 19일  | 도쿄도 치요다구         | 후타바중학                    | 168cm     | 라메                     | 남역 |          |                                     |
| 키란 루네       | 9월 19일  | 도쿄도 치요다구         | 후타바중학                    | 168cm     | 라메                     | 남역 |          |                                     |
| 風翔夕          | 8월 4일   | 도쿄도 시부야구         | 아오야마가쿠인 고등부         | 171cm     | 유우, 유우칭, 스즈카     | 남역 |          |                                     |
| 카자토 유우     | 8월 4일   | 도쿄도 시부야구         | 아오야마가쿠인 고등부         | 171cm     | 유우, 유우칭, 스즈카     | 남역 |          |                                     |
| 華羽りみ        | 4월 23일  | 오사카부 토요나카시     | 리츠메이칸중학                | 163cm     | 릿짱                     | 여역 |          |                                     |
| 하나하네 리미   | 4월 23일  | 오사카부 토요나카시     | 리츠메이칸중학                | 163cm     | 릿짱                     | 여역 |          |                                     |
| 風立にき        | 1월 8일   | 오사카부 토요나카시     | 바이카고교                    | 169cm     | 히메나                   | 남역 |          |                                     |
| 카제타치 니키   | 1월 8일   | 오사카부 토요나카시     | 바이카고교                    | 169cm     | 히메나                   | 남역 |          |                                     |
| 結沙かのん      | 4월 11일  | 도쿄도 오오타구         | 토요에이와죠가쿠인 고등부     | 161cm     | 논논, 논                 | 여역 |          |                                     |
| 유이사 카논     | 4월 11일  | 도쿄도 오오타구         | 토요에이와죠가쿠인 고등부     | 161cm     | 논논, 논                 | 여역 |          |                                     |
| 天つ風朱李      | 11월 1일  | 교토부 교토시           | 시립히요시가오카고교          | 169cm     | 아마츠카제, 슈린푸, 슈리 | 남역 |          |                                     |
| 아마츠카제 슈리 | 11월 1일  | 교토부 교토시           | 시립히요시가오카고교          | 169cm     | 아마츠카제, 슈린푸, 슈리 | 남역 |          |                                     |
| 咲良さき        | 10월 13일 | 도쿄도 스기나미구       | 야쿠모가쿠엔고교              | 164cm     | 챠쿠라, 사키             | 여역 |          |                                     |
| 사쿠라 사키     | 10월 13일 | 도쿄도 스기나미구       | 야쿠모가쿠엔고교              | 164cm     | 챠쿠라, 사키             | 여역 |          |                                     |
| 奈央麗斗        | 11월 30일 | 효고현 다카라즈카시     | 현립다카라즈카키타고교        | 170cm     | 레이토                   | 남역 |          |                                     |
| 나오 레이토     | 11월 30일 | 효고현 다카라즈카시     | 현립다카라즈카키타고교        | 170cm     | 레이토                   | 남역 |          |                                     |
| 華乃みゆ        | 6월 27일  | 카나가와현 요코하마시   | 세이죠가쿠엔고교              | 164cm     | 미유, 미사키             | 여역 |          |                                     |
| 하나노 미유     | 6월 27일  | 카나가와현 요코하마시   | 세이죠가쿠엔고교              | 164cm     | 미유, 미사키             | 여역 |          |                                     |
| 美颯りひと      | 2월 5일   | 후쿠오카현 쿠루메시     | 후쿠오카죠가쿠인중학          | 169cm     | 리히토, 츠보             | 남역 |          |                                     |
| 미하야 리히토   | 2월 5일   | 후쿠오카현 쿠루메시     | 후쿠오카죠가쿠인중학          | 169cm     | 리히토, 츠보             | 남역 |          |                                     |
| 世奈未蘭        | 5월 13일  | 도쿄도 아라카와구       | 릿쿄죠가쿠인고교              | 170cm     | 아리-                    | 남역 |          | 언니 사란 레이아 (103)              |
| 세나 미란       | 5월 13일  | 도쿄도 아라카와구       | 릿쿄죠가쿠인고교              | 170cm     | 아리-                    | 남역 |          | 언니 사란 레이아 (103)              |
| 澄乃紬          | 6월 26일  | 도쿄도 니시도쿄시       | 도립호야고교                  | 164cm     | 무기, 렌렌               | 여역 |          |                                     |
| 스미노 츠무기   | 6월 26일  | 도쿄도 니시도쿄시       | 도립호야고교                  | 164cm     | 무기, 렌렌               | 여역 |          |                                     |
| 桃李泊          | 1월 7일   | 도쿄도 스기나미구       | 도립종합예술고교              | 173cm     | 모모, 토-리, 하쿠        | 남역 |          |                                     |
| 토리 하쿠       | 1월 7일   | 도쿄도 스기나미구       | 도립종합예술고교              | 173cm     | 모모, 토-리, 하쿠        | 남역 |          |                                     |
| 詩花すず        | 2월 24일  | 치바현 치바시           | 타마카와성학원 고등부         | 158cm     | 유이유이, 스즈, 베루     | 여역 |          | 사촌언니 미소노 사쿠라 (99)         |
| 우타하나 스즈   | 2월 24일  | 치바현 치바시           | 타마카와성학원 고등부         | 158cm     | 유이유이, 스즈, 베루     | 여역 |          | 사촌언니 미소노 사쿠라 (99)         |
| 愛梛ちとせ      | 5월 3일   | 도쿄도 치요다구         | 후타바고교                    | 164cm     | 미치키, 치토세           | 여역 |          |                                     |
| 아이나 치토세   | 5월 3일   | 도쿄도 치요다구         | 후타바고교                    | 164cm     | 미치키, 치토세           | 여역 |          |                                     |
| 瞳月りく        | 2월 2일   | 도쿄도 에도가와구       | 도립하루미종합고교            | 169cm     | 아카리, 아카링, 리쿠     | 남역 |          |                                     |
| 토즈키 리쿠     | 2월 2일   | 도쿄도 에도가와구       | 도립하루미종합고교            | 169cm     | 아카리, 아카링, 리쿠     | 남역 |          |                                     |
| 瀬七波いろ      | 8월 16일  | 홋카이도 오타루시       | 홋카이도오타루시료고교        | 172cm     | 오타루, 후우나, 우니     | 남역 |          |                                     |
| 세나하 이로     | 8월 16일  | 홋카이도 오타루시       | 홋카이도오타루시료고교        | 172cm     | 오타루, 후우나, 우니     | 남역 |          |                                     |
| 常和紅葉        | 9월 9일   | 도쿄도 시부야구         | 야쿠모가쿠엔고교              | 164cm     | 민짱, 쿠레               | 여역 |          | 할머니 베니조노 유리카 (47)         |
| 토키와 쿠레하   | 9월 9일   | 도쿄도 시부야구         | 야쿠모가쿠엔고교              | 164cm     | 민짱, 쿠레               | 여역 |          | 할머니 베니조노 유리카 (47)         |
| 妃奈環          | 5월 18일  | 카나가와현 요코하마시   | 성세실리아여자고교            | 158cm     | 타마짱, 시오링           | 여역 |          |                                     |
| 히메나 타마키   | 5월 18일  | 카나가와현 요코하마시   | 성세실리아여자고교            | 158cm     | 타마짱, 시오링           | 여역 |          |                                     |
| 結花のの        | 9월 3일   | 미에현 욧카이치시       | 츠다가쿠엔중학                | 165cm     | 노노                     | 여역 | 2022년   |                                     |
| 유이카 노노     | 9월 3일   | 미에현 욧카이치시       | 츠다가쿠엔중학                | 165cm     | 노노                     | 여역 | 2022년   |                                     |
| 朝雪薫          | 3월 28일  | 이바라키현 히타치시     | 이바라키고교                  | 163cm     | 마메                     | 여역 | 2022년   |                                     |
| 아사유키 카오루 | 3월 28일  | 이바라키현 히타치시     | 이바라키고교                  | 163cm     | 마메                     | 여역 | 2022년   |                                     |
| 藍羽ひより      | 3월 23일  | 아이치현 나고야시       | 나고야여자대학고교            | 160cm     | 아이, 피요, 아이아이     | 여역 |          |                                     |
| 아이하 히요리   | 3월 23일  | 아이치현 나고야시       | 나고야여자대학고교            | 160cm     | 아이, 피요, 아이아이     | 여역 |          |                                     |
| 乙瀬千晴        | 5월 19일  | 오카야마현 쿠라시키시   | 산요여자고교                  | 170cm     | 촨(つぁん), 카메군       | 남역 |          |                                     |
| 오토세 치하루   | 5월 19일  | 오카야마현 쿠라시키시   | 산요여자고교                  | 170cm     | 촨(つぁん), 카메군       | 남역 |          |                                     |
| 小乃美ゆき      | 5월 3일   | 후쿠시마현 이와키시     | 동일본국제대학부속 쇼헤이고교 | 163cm     | 코유키, 치코             | 여역 | 2023년   |                                     |
| 코노미 유키     | 5월 3일   | 후쿠시마현 이와키시     | 동일본국제대학부속 쇼헤이고교 | 163cm     | 코유키, 치코             | 여역 | 2023년   |                                     |
| 相星旬          | 7월 25일  | 아이치현 닛신시         | 현립나고야니시고교            | 172cm     | 홋시-, 타-나, 타나       | 남역 |          |                                     |
| 아이호시 슌     | 7월 25일  | 아이치현 닛신시         | 현립나고야니시고교            | 172cm     | 홋시-, 타-나, 타나       | 남역 |          |                                     |
| 朱涼            | 5월 8일   | 도쿄도 세타가야구       | 덴엔쵸후후타바고교            | 174cm     | 스즈                     | 남역 |          | 언니 세하루 아사 (104)              |
| 아카네 료       | 5월 8일   | 도쿄도 세타가야구       | 덴엔쵸후후타바고교            | 174cm     | 스즈                     | 남역 |          | 언니 세하루 아사 (104)              |
| 織史青          | 5월 1일   | 치바현 우라야스시       | 코쿠가쿠인고교                | 170cm     | 아오탄, 스마이루         | 남역 |          |                                     |
| 오리후미 아오   | 5월 1일   | 치바현 우라야스시       | 코쿠가쿠인고교                | 170cm     | 아오탄, 스마이루         | 남역 |          |                                     |
| 華波侑希        | 10월 18일 | 오사카부 히가시오사카시 | 시텐노지고교                  | 172cm     | 카나미                   | 남역 |          |                                     |
| 카나미 유우키   | 10월 18일 | 오사카부 히가시오사카시 | 시텐노지고교                  | 172cm     | 카나미                   | 남역 |          |                                     |
| 雛乃にこ        | 3월 10일  | 도쿄도 세타가야구       | 토호여자고교                  | 163cm     | 챠나, 우다다             | 여역 | 2021년   | 초무대 휴연. 복귀하지 않은 채 퇴단. |
| 히나노 니코     | 3월 10일  | 도쿄도 세타가야구       | 토호여자고교                  | 163cm     | 챠나, 우다다             | 여역 | 2021년   | 초무대 휴연. 복귀하지 않은 채 퇴단. |

## 성적 변화
| 하나구미 소속 생도 성적 | 하나구미 소속 생도 성적 | 하나구미 소속 생도 성적 | 하나구미 소속 생도 성적 | 하나구미 소속 생도 성적            | 하나구미 소속 생도 성적            | 하나구미 소속 생도 성적            | 하나구미 소속 생도 성적            |
| -                       | 입단 (2021년)           | 연1 (2022년)            | 연1 (2022년)            | 연3 (2024년)                       | 연3 (2024년)                       | 연5 (2026년, 확정)                 | 연5 (2026년, 확정)                 |
| ----------------------- | ----------------------- | ----------------------- | ----------------------- | ---------------------------------- | ---------------------------------- | ---------------------------------- | ---------------------------------- |
| 1                       | 나나이로 하즈키         | →                       | 나나이로 하즈키         | ↑1                                 | 키란 루네                          |                                    |                                    |
| 2                       | 시즈노 메구미           | →                       | 시즈노 메구미           | ↓1                                 | 나나이로 하즈키                    |                                    |                                    |
| 3                       | 키란 루네               | →                       | 키란 루네               | ↑1                                 | 사쿠라 사키                        |                                    |                                    |
| 4                       | 사쿠라 사키             | ↑1                      | 세나하 이로             | ↑2                                 | 토키와 쿠레하                      |                                    |                                    |
| 5                       | 세나하 이로             | ↓1                      | 사쿠라 사키             | ↓1                                 | 세나하 이로                        |                                    |                                    |
| 6                       | 토키와 쿠레하           | →                       | 토키와 쿠레하           | ↓1                                 | 카나미 유키                        |                                    |                                    |
| 7                       | 카나미 유키             | →                       | 카나미 유키             | *시즈노 메구미 - 2023년 퇴단 (연3) | *시즈노 메구미 - 2023년 퇴단 (연3) | *시즈노 메구미 - 2023년 퇴단 (연3) | *시즈노 메구미 - 2023년 퇴단 (연3) |

| 츠키구미 소속 생도 성적 | 츠키구미 소속 생도 성적 | 츠키구미 소속 생도 성적 | 츠키구미 소속 생도 성적 | 츠키구미 소속 생도 성적              | 츠키구미 소속 생도 성적              | 츠키구미 소속 생도 성적              | 츠키구미 소속 생도 성적              |
| -                       | 입단 (2021년)           | 연1 (2022년)            | 연1 (2022년)            | 연3 (2024년)                         | 연3 (2024년)                         | 연5 (2026년, 확정)                   | 연5 (2026년, 확정)                   |
| ----------------------- | ----------------------- | ----------------------- | ----------------------- | ------------------------------------ | ------------------------------------ | ------------------------------------ | ------------------------------------ |
| 1                       | 미오카 에리사           | ↑3                      | 아마츠카제 슈리         | →                                    | 아마츠카제 슈리                      |                                      |                                      |
| 2                       | 이치키 카케루           | ↓1                      | 미오카 에리사           | →                                    | 미오카 에리사                        |                                      |                                      |
| 3                       | 하나하네 리미           | →                       | 하나하네 리미           | ↑2                                   | 미하야 리히토                        |                                      |                                      |
| 4                       | 아마츠카제 슈리         | ↓2                      | 이치키 카케루           | ↓1                                   | 하나하네 리미                        |                                      |                                      |
| 5                       | 미하야 리히토           | →                       | 미하야 리히토           | ↓1                                   | 이치키 카케루                        |                                      |                                      |
| 6                       | 아이나 치토세           | →                       | 아이나 치토세           | ↑1                                   | 아이호시 슌                          |                                      |                                      |
| 7                       | 아사유키 카오루         | ↑1                      | 아이호시 슌             | ↓1                                   | 아이나 치토세                        |                                      |                                      |
| 8                       | 아이호시 슌             | ↓1                      | 아사유키 카오루         | *아사유키 카오루 - 2022년 퇴단 (연2) | *아사유키 카오루 - 2022년 퇴단 (연2) | *아사유키 카오루 - 2022년 퇴단 (연2) | *아사유키 카오루 - 2022년 퇴단 (연2) |

| 유키구미 소속 생도 성적 | 유키구미 소속 생도 성적 | 유키구미 소속 생도 성적 | 유키구미 소속 생도 성적 | 유키구미 소속 생도 성적          | 유키구미 소속 생도 성적          | 유키구미 소속 생도 성적          | 유키구미 소속 생도 성적          |
| -                       | 입단 (2021년)           | 연1 (2022년)            | 연1 (2022년)            | 연3 (2024년)                     | 연3 (2024년)                     | 연5 (2026년, 확정)               | 연5 (2026년, 확정)               |
| ----------------------- | ----------------------- | ----------------------- | ----------------------- | -------------------------------- | -------------------------------- | -------------------------------- | -------------------------------- |
| 1                       | 시라키 하나             | →                       | 시라키 하나             | →                                | 시라키 하나                      |                                  |                                  |
| 2                       | 미즈키 세레나           | →                       | 미즈키 세레나           | ↑2                               | 아야즈키 하루토                  |                                  |                                  |
| 3                       | 아야즈키 하루토         | ↑1                      | 카제타치 니키           | →                                | 카제타치 니키                    |                                  |                                  |
| 4                       | 카제타치 니키           | ↓1                      | 아야즈키 하루토         | ↓2                               | 미즈키 세레나                    |                                  |                                  |
| 5                       | 토우즈키 리쿠           | ↑1                      | 히메나 타마키           | →                                | 히메나 타마키                    |                                  |                                  |
| 6                       | 히메나 타마키           | ↓1                      | 토우즈키 리쿠           | →                                | 토우즈키 리쿠                    |                                  |                                  |
| 7                       | 오토세 치하루           | →                       | 오토세 치하루           | →                                | 오토세 치하루                    |                                  |                                  |
| 8                       | 코노미 유키             | →                       | 코노미 유키             | *코노미 유키 - 2023년 퇴단 (연3) | *코노미 유키 - 2023년 퇴단 (연3) | *코노미 유키 - 2023년 퇴단 (연3) | *코노미 유키 - 2023년 퇴단 (연3) |

| 호시구미 소속 생도 성적 | 호시구미 소속 생도 성적 | 호시구미 소속 생도 성적 | 호시구미 소속 생도 성적 | 호시구미 소속 생도 성적 | 호시구미 소속 생도 성적 | 호시구미 소속 생도 성적 | 호시구미 소속 생도 성적 |
| -                       | 입단 (2021년)           | 연1 (2022년)            | 연1 (2022년)            | 연3 (2024년)            | 연3 (2024년)            | 연5 (2026년, 확정)      | 연5 (2026년, 확정)      |
| ----------------------- | ----------------------- | ----------------------- | ----------------------- | ----------------------- | ----------------------- | ----------------------- | ----------------------- |
| 1                       | 아오하네 요우           | →                       | 아오하네 요우           | →                       | 아오하네 요우           |                         |                         |
| 2                       | 카즈하 코우             | →                       | 카즈하 코우             | ↑1                      | 세나 미란               |                         |                         |
| 3                       | 미레이 히나             | ↑1                      | 세나 미란               | ↑1                      | 미레이 히나             |                         |                         |
| 4                       | 세나 미란               | ↓1                      | 미레이 히나             | ↓2                      | 카즈하 코우             |                         |                         |
| 5                       | 토우리 하쿠             | ↑1                      | 우타하나 스즈           | →                       | 우타하나 스즈           |                         |                         |
| 6                       | 우타하나 스즈           | ↑1                      | 아이하 히요리           | →                       | 아이하 히요리           |                         |                         |
| 7                       | 아이하 히요리           | ↓2                      | 토우리 하쿠             | →                       | 토우리 하쿠             |                         |                         |

| 소라구미 소속 생도 성적 | 소라구미 소속 생도 성적 | 소라구미 소속 생도 성적 | 소라구미 소속 생도 성적 | 소라구미 소속 생도 성적          | 소라구미 소속 생도 성적          | 소라구미 소속 생도 성적          | 소라구미 소속 생도 성적          |
| -                       | 입단 (2021년)           | 연1 (2022년)            | 연1 (2022년)            | 연3 (2024년)                     | 연3 (2024년)                     | 연5 (2026년, 확정)               | 연5 (2026년, 확정)               |
| ----------------------- | ----------------------- | ----------------------- | ----------------------- | -------------------------------- | -------------------------------- | -------------------------------- | -------------------------------- |
| 1                       | 카자토 유우             | →                       | 카자토 유우             | →                                | 카자토 유우                      |                                  |                                  |
| 2                       | 유이사 카논             | →                       | 유이사 카논             | ↑1                               | 나오 레이토                      |                                  |                                  |
| 3                       | 나오 레이토             | →                       | 나오 레이토             | ↓1                               | 유이사 카논                      |                                  |                                  |
| 4                       | 하나노 미유             | →                       | 하나노 미유             | ↑1                               | 스미노 츠무기                    |                                  |                                  |
| 5                       | 스미노 츠무기           | →                       | 스미노 츠무기           | ↓1                               | 하나노 미유                      |                                  |                                  |
| 6                       | 유이카 노노             | →                       | 유이카 노노             | ↑1                               | 아카네 료                        |                                  |                                  |
| 7                       | 아카네 료               | →                       | 아카네 료               | →                                | 오리후미 아오                    |                                  |                                  |
| 8                       | 오리후미 아오           | →                       | 오리후미 아오           | *유이카 노노 - 2022년 퇴단 (연2) | *유이카 노노 - 2022년 퇴단 (연2) | *유이카 노노 - 2022년 퇴단 (연2) | *유이카 노노 - 2022년 퇴단 (연2) |